# Минуччано
Минуччано (итал. Minucciano) — коммуна в Италии, располагается в регионе Тоскана, в провинции Лукка.
Население составляет 2521 человек (2008 г.), плотность населения составляет 44 чел./км². Занимает площадь 57 км². Почтовый индекс — 55034. Телефонный код — 0583.
Покровителем коммуны почитается святой Архангел Михаил, празднование 29 сентября.

## Демография
Динамика населения:

## Администрация коммуны
- Официальный сайт: http://www.comunediminucciano.it/